# Куньоли
Ку̀ньоли (на италиански: Cugnoli, на местен диалект Cùnnëlë, Кунълъ) е село и община в Южна Италия, провинция Пескара, регион Абруцо. Разположено е на 331 m надморска височина. Населението на общината е 1603 души (към 2010 г.).